# Leopold Auburger
Leopold Auburger (ur. 24 marca 1941 w Monachium) – niemiecki językoznawca (slawista i kroatysta).

## Życiorys
Studiował slawistykę i językoznawstwo ogólne oraz filozofię (filozofię języka), socjologię i teologię katolicką. W 1974 r. doktoryzował się w zakresie slawistyki i lingwistyki ogólnej na uniwersytecie w Hamburgu w 1974 r., a habilitację z lingwistyki ogólnej uzyskał w 1980 r. Większość swoich prac naukowych poświęcił językom rosyjskiemu, macedońskiemu i chorwackiemu. W swojej działalności porusza problematykę teorii wariantów, systemów językowych, kontaktów językowych i wielojęzyczności.
Niektóre aspekty działalności Auburgera spotkały się z krytyką, zwłaszcza dążności preskryptywistyczne, puryzm, prymordialistyczne pojmowanie narodów i subiektywny charakter jego artykułów na temat polityki językowej.

## Dzieła
- Sprachliche Subsysteme. Linguistische Untersuchung zur philosophischen Fachsprache bei M. V. Lomonosov. Fundament-Verlag Sasse, Hamburg 1975
- Funktionale Sprachvarianten. Metalinguistische Untersuchungen zu einer allgemeinen Theorie. Steiner, Wiesbaden 1981, ISBN 3-515-03366-1
- Russland und Europa. Die Beziehungen M. V. Lomonosovs zu Deutschland. Groos, Heidelberg 1985, ISBN 3-87276-553-1.
- Sprachvarianten und ihr Status in den Sprachsystemen. Olms, Hildesheim 1993, ISBN 3-487-09768-0.
- Die kroatische Sprache und der Serbokroatismus (= Heilighofer Studien 7). Hess Verlag, Ulm 1999, ISBN 3-87336-009-8 (wydanie chorwackie: Hrvatski jezik i serbokroatizam, Maveda & Hrvatsko filološko društvo, Rijeka 2009, ISBN 978-953-7029-15-9)
- Boarische Orthographie = Orthographia Bavarica. Pro Buisiness, Berlin 2009, 2. Auflage 2011, ISBN 978-3-86805-510-8.
- Morphologie der Verben der kroatischen Standardliteratursprache, Hrvatski studiji, Zagreb 2018, ISBN 978-953-7823-73-3